# Pirapetinga
Pirapetinga este un oraș în Minas Gerais (MG), Brazilia.